# Хайнрих фон Тримберг
Хайнрих фон Тримберг (на немски: Heinrich von Trimberg; † 1236) от франкската благородническа фамилия Тримберг, е господар на замък Тримберг при Елферсхаузен в Бавария.

## Произход
Той е син на Конрад фон Тримберг († сл. 1230) и съпругата му Мехтилд фон Грумбах, дъщеря на Алберт I фон Ротенфелс-Грумбах, фогт фон Китцинген († 1190) и съпругата му фон Лобдебург.
Брат е на Албрехт фон Тримберг († 1261) и Попо III фон Тримберг († 1271), епископ на Вюрцбург (1267 – 1271).

## Фамилия
Хайнрих фон Тримберг се жени пр. 1236 г. за Мехтхилд фон Хенеберг († между 8 януари 1247 и 14 август 1277), (вероятно незаконна) дъщеря на граф Хайнрих III фон Хенеберг-Шлойзинген († 1262) и съпругата му София фон Майсен († 1280). Те нямат деца.
Вдовицата му Мехтхилд фон Хенеберг се омъжва втори път сл. 1236 г. за граф Готфрид III фон Вегебах-Райхенбах († сл. 9 септември 1279).